# Ronde de France
La Ronde de France, appelée aussi Bordeaux-Grenoble, est une course cycliste par étapes qui n'a été organisée qu'une seule fois, en 1946.

## Histoire
Cette compétition cycliste a lieu dans le contexte de politique sportive liée à la Libération. Même s'il y eut des courses cyclistes durant les années de l'Occupation allemande de la France, le sport cycliste se trouve grandement à réorganiser aux lendemain de la victoire des Alliés sur les nazis. Nombre de compétitions s'étaient interrompues entre 1940 et 1945. C'était le cas du Tour de France. Mais le sort de la populaire "Grande boucle" était lié au journal qui la mettait sur pieds. Or L'Auto ayant paru jusqu'à l'été 1944, est interdit de publication et placé sous séquestre. Pour le cyclisme renaissant, pour les coureurs comme pour le public, l'absence de "la caravane de juillet" est difficilement imaginable.

### La compétition entre journaux
Plusieurs groupes de pression se proposent pour combler le vide, tous appuyés sur des titres de la presse nationale. Par des artifices financiers et juridiques l'ancienne société éditrice de l'Auto se recycle en publiant à partir de février 1946 le journal L'Équipe, dont les anciens collaborateurs de L'Auto constituent l'ossature de l'administration et de la rédaction. Cependant il n'est plus seul sur le marché de la presse sportive quotidienne, et l'heure n'est pas encore aux grandes compétitions de long cours.
Dans le cadre social de l'Après-guerre où le rationnement et les tickets d'alimentation et d'équipement ont cours, les compétitions par étapes sont limitées à une durée maximum de cinq jours. Dans le contexte économique de la reconstruction du pays, le contingentement du papier est de rigueur pour toute la presse, et la presse sportive n'assure à ses publications que des périodicités  de deux à trois numéros par semaine. Dans le cadre de la mise en place des institutions politiques, l'unité des forces de la Résistance se lézarde. Le général de Gaulle quitte le pouvoir le 20 janvier 1946 et les différents partis politiques tendent à rallier à eux, par le biais du sport, une jeunesse avide de vivre en liberté. Le premier éditorial de L'Équipe se conclut d'ailleurs par ces mots :"Contre un mal  si menaçant  pour la communauté (i.e. l'égoïste désir, s'élever aux dépens d'autrui, la victoire après des luttes sans scrupules), nous lutterons  au nom de la solidarité. À l'individu nous substituons la cellule, l'équipe....L'Équipe, nouveau journal qui veut rendre à la jeunesse de France, l'esprit de sacrifice, la foi, l'enthousiasme".
Ce programme moral, de portée universelle, il est commun avec le groupe de presse, qui à la Libération se constitue dans la mouvance (large) du Parti communiste. De ce groupe trois titres s'unissent au printemps 1946, pour organiser une compétition cycliste internationale par étapes.
Quels sont-ils ?

### Les journaux organisateurs

#### Ce soir
Le plus ancien des journaux organisateurs de la Ronde de France est Ce soir, un quotidien généraliste  du soir, créé en 1937. Deux années après sa création, Ce soir avait un tirage de 260 000 exemplaires. Interdit, comme l'ensemble des publications communistes en septembre 1939, Ce soir reparaît en août 1944. En 1947, le tirage de Ce soir atteint les 478 000 exemplaires. Concurrent avant la guerre de Paris-soir, il s'est installé en août 1944, rue du Louvre, dans les locaux de ce titre, interdit de parution. Ce soir rivalise depuis 1944 avec France-soir. Sa direction, est en théorie bicéphale, et composée de deux écrivains, Louis Aragon et Jean-Richard Bloch, tous deux communistes. Le second, porte-parole de la France  à Radio-Moscou durant la Guerre, rentré en France en janvier 1945, est de fait jusqu'à son décès en mars 1947 le maitre-d'œuvre de journal. La rédaction  est composée de journalistes professionnels, dont la plupart, s'ils ont une sensibilité de gauche ne sont pas communistes. La rubrique sportive, en est l'illustration : Georges Pagnoud, le chef de rubrique est issu des mouvements de jeunesse catholiques. Albert Baker d'Isy, est issu de la rédaction de Paris-soir, Pierre Chany est un jeune débutant  journaliste engagé dans la Résistance. Ce soir organise depuis 1945 le Circuit des Boucles de la Seine. Au printemps 1946, à la demande de Virgile Barel, Président du conseil général des Alpes-Maritimes, il reprend l'organisation de la course Paris-Nice. Le journal n'a pas l'expérience logistique des successeurs de L'Auto, mais il possède déjà l'expérience d'organisateur de courses cyclistes.

#### Sports
Autre membre du trinôme fondateur de la Ronde de France, le journal sportif Sports. Comme L'Équipe, Sports a un contenu uniquement sportif. Le titre est nouveau lorsqu’il commence sa parution le 2 février 1946. Mais l'équipe rédactionnelle provient de Sport libre, qui se situe dans la filiation de Sport, organe de la FSGT au moment du Front populaire en adoptant pour fondateur le résistant Auguste Delaune, fusillé par les nazis en 1943. Sports, comme L'Équipe est de périodicité quotidienne et ne paraît que quelques jours de la semaine en raison du manque de papier...Il est installé lui aussi rue du Louvre, à Paris. De Sport libre, qui était diffusé à l'origine, en 1944, par les Forces unies de la Jeunesse patriotique, mouvement unitaire des organisations de la jeunesse résistante, quelques rédacteurs passent à Sports. Mais l'essentiel de la rédaction est constituée de journalistes confirmés ou débutants. Parmi ceux-ci Jacques Marchand.

#### Miroir sprint
Miroir sprint complète le trio des journaux organisateurs. Mais créé quelques semaines avant l'épreuve, il est peu probable que le nouvel hebdomadaire sportif soit la cheville ouvrière de l'épreuve. Il n'en revendique pas la paternité. Le numéro 3 publié le 13 juin 1946 consacre 4 pages au cyclisme  L'une d'elles n'est en fait constituée que d'une photo d'un Tour de France d'avant-guerre. Pleine page, trois coureurs sont en action dans un paysage alpestre, et un petit texte annonce : Cette photo appartient à la légende. Grâce à <<Miroir sprint>> elle redeviendra bientôt d'actualité. Le texte poursuit:
Miroir sprint a répondu présent à l'appel de <<Ce Soir>> qui du 10 au 14 juillet fera revivre les grandes épopées du cyclisme en organisant avec le concours de <<Miroir sprint>>, de <<Sports>> et de la presse régionale, la Ronde de France.
 Pourtant cette participation semble avoir suscité des débats. En page 2, l'éditorial Autour du Tour s'en fait l'écho : -Alors on était contre (ie le Tour de France), nargue-t-on, et maintenant tout le monde en veut. À la vérité ceux qui étaient contre le Tour de France ne déniaient pas l'incontestable effort athlétique. (...)  Mais il regrettaient que la  faveur du public soit détournée au profit d'une crème de gruyère, d'un cirage ou d'un réveil (...) que le vainqueur du Tour  ce n'est pas X ou Y mais le Cognac Machin.

### La course et ses à-côtés
Le 25 juin, Miroir sprint n'accorde aucune place à sa course, si ce n'est une photo montrant Georges Pagnoud, le "chef des services sportifs de Ce soir négociant à Milan la venue de l'équipe d'Italie. Une semaine plus tard le parcours est dévoilé, assorti de 8 photos en médaillon, annoncées  en lettres grasses ; l'élu peut se trouver parmi ces coureurs. En effet le "Miroir" lance un "Grand concours Ronde de France" Quels sont les 8 coureurs pronostiqués par "Miroir sprint" ? Deux Belges  (Jules Lowie, Georges Claes) et six Français (Louis Caput, Maurice De Muer, Albert Dolhats, Apo Lazaridès, Maurice Diot, Jean-Marie Goasmat) aucun  Italien.
 Le lecteur apprend aussi que la "caravane" et les soirées seront animées par une artiste, la chanteuse Bordas. À son tour de chant, elle va joindre une chanson, "de jeunesse et d'espoir", C'est la ronde de France, qui a du lui être conseillée par les organisateurs. Le refrain a peu à voir avec son répertoire :
Filles et gars de France
Entrez tous dans la danse
Bientôt nous pourrons revoir
Les beaux matins et les beaux soirs...
C'est la ronde de l'espoir !

### Les équipes et les coureurs engagés
16 équipes  sont engagées, dont 7 regroupent des "routiers étrangers". Chaque équipe compte théoriquement 6 coureurs Mais quelques-unes ne sont pas au complet.
La lecture de la liste surprend : Il n'y a parmi ces 16 équipes qu'une seule "sélection nationale", celle de l'Italie. Le directeur sportif en est l'ancien "championnissime" Learco Guerra. Le journal nomme équipe de France une équipe de marque France-sport, qui inclut le coureur hollandais Albert van Schendel. 
- Les équipes de routiers  étrangers[25] :
  - Métropole (belges et italiens), avec Pierre Brambilla, Roger Decock
  - Mercier (belges) avec Sylvère Maes et Jules Lowie
  - Ray (italiens et ? transalpins) avec Giordano Cottur
  - Rochet  (belges) avec François Neuville
  - Alcyon (belges), avec Marcel Dupont
  - Garin (italiens et belges) avec Pierre Tacca
  - Transalpins (équipe d'Italie)  avec Elio Bertocchi et Giulio Bresci
- Les équipes de routiers français :
  - Mercier, avec Ange Le Strat et Maurice Diot
  - Peugeot, avec Camille Danguillaume, Maurice De Muer, Jean de Gribaldy
  - Rochet, avec Raymond Louviot
  - Ray, avec Pierre Cogan, Jean-Marie Goasmat, Antonin Rolland
  - Métropole, avec Louis Caput, Raphaël Géminiani
  - Génial-Lucifer, avec Jean Robic
  - Garin, avec Roger Piel
  - France - sports, avec Édouard Fachleitner, Apo Lazaridès
  - Urago, avec Lucien Lazaridès

## Liste des coureurs
| Métropole | Mercier | Ray |
| - 1 Pierre Brambilla (Ita) 8e - 2 Alfred Macorig (Ita) ab.2° - 3 René Beyens (Bel) ab.4° - 4 Robert Van Eenaeme (Bel) ab.3° - 5 Achille De Backer (Bel) ab.2° - 6 Roger De Corte (Bel) ab.2°                      | - 7 Sylvère Maes (Bel) 14e - 8 Jules Lowie (Bel) 25e - 9 Albert Ritserveldt (Bel) ab.2° - 10 Georges Desplenter (Bel) ab.2° - 11 Richard Depoorter (Bel) ab.3° - 12 Marcel Rijckaert (Bel) ab.2° | - 13 Celestino Camilla (Ita) ab.2° - 14 Enzo Coppini (Ita) ab.2° - 15 Giovanni Ballarino (Ita) ab.2° - 16 - - 17 Primo Volpi (Ita) ab.2° - 18 Guerrino Camellini (Ita) ab.2°                    |
| Rochet | Alycon | Garin |
| - 19 François Neuville (Bel) ab.2° - 20 Georges Claes (Bel) ab.2° - 21 Albert Pottgens (Bel) ab.4° - 22 Louis Michiels (Bel) 18e - 23 Albert Anciaux (Bel) ab.1° - 24 Jacques Geus (Bel) 15e                      | - 25 Marcel Dupont (Bel) 11e - 26 Ernest Sterckx (Bel) ab.4° - 27 René Janssens (Bel) ab.3° - 28 Roger Desmet (Bel) 29e - 29 Albert Decin (Bel) 28e - 30 Arsène Rijckaert (Bel) ab.4°            | - 31 Pierre Tacca (Ita) 6e - 32 Lino Negroni (Ita) ab.2° - 33 Settimio Simonini (Ita) 22e - 34 Jan Lambrichs (Hol) ab.2° - 35 Jean Bogaerts (Bel) ab.2° - 36 Petrus Van Verre (Bel) 10e         |
| Transalpins | Mercier | Peugeot |
| - 37 Giulio Bresci (Ita) 1e - 38 - - 39 Augusto Introzzi (Ita) 7e - 40 Olimpio Bizzi (Ita) ab.3° - 41 Elio Bertocchi (Ita) 2e - 42 Alfredo Martini (Ita) 13e                                                      | - 51 Ange Le Strat (Fra) 19e - 52 Roger Chupin (Fra) ab.3° - 53 Maurice Diot (Fra) 17e - 54 Guy Butteux (Fra) ab.2° - 55 Raymond Haegel (Fra) ab.2° - 56 André Forget (Fra) ab.2°                | - 57 Camille Danguillaume (Fra) ab.4° - 58 Maurice De Muer (Fra) 9e - 59 Albert Dolhats (Fra) ab.1° - 60 Jean de Gribaldy(Fra) ab.2° - 61 André Denhez (Fra) ab.2° - 62 Raymond Bon (Fra) ab.2° |
| Rochet | Ray | Métropole |
| - 63 Auguste Mallet (Fra) ab.2° - 64 Raymond Louviot (Fra) 16e - 65 Victor Cosson (Fra) ab.2° - 66 Sylvain Hordelalay (Fra) 23e - 67 Alexandre Pawlisiak (Fra) 21e - 68 René Terrot (Fra) 26e                     | - 69 Pierre Cogan (Fra) 4e - 70 Jean-Marie Goasmat (Fra) ab.4° - 71 Amédée Rolland (Fra) ab.2° - 72 Pierre Molinéris (Fra) ab.2° - 73 Émile Baffert (Fra) 20e - 74 Paul Giacomini (Fra) ab.2°    | - 75 Louis Caput (Fra) ab.2° - 76 - - 77 Jacques Rousset (Fra) ab.2° - 78 Raphaël Géminiani (Fra) ab.2° - 79 Manuel Huguet (Fra) ab.2° - 80 Roger Pontet (Fra) ab.4°                            |
| Génial Lucifer | Garin | France Sports |
| - 81 Jean Robic (Fra) ab.5° - 82 Maurice Quentin (Fra) ab.4° - 83 - - 84 Henri Decoopman (Fra) ab.2° - 85 Serge Berselli (Fra) ab.2° - 86 Daniel Thuayre (Fra) 24e                                                | - 87 Séverin Vergili (Fra) ab.2° - 88 Oreste Bernardoni (Fra) ab.1° - 89 Roger Piel (Fra) ab.3° - 90 Francis Chrétien (Fra) ab.2° - 91 Jean Lauk (Fra) ab.5° - 92 Roger Le Doaré (Fra) ab.2°     | - 93 Édouard Fachleitner (Fra) 3e - 94 Apo Lazaridès (Fra) 5e - 95 Raoul Rémy (Fra) ab.5° - 96 Henri Massal (Fra) 12e - 97 Albert van Schendel (Hol) ab.2° - 98 Eugenio Galliussi (Ita) ab.4°   |
| Urago | | |
| - 99 Lucien Lazaridès (Fra) ab.2° - 100 Louis Costa (Fra) ab.2° - 101 Antoine Giauna (Fra) ab.5° - 102 Gabriel Ruozzi (Fra) 27e - 103 Gino Proietti (Fra) ab.2° - 104 Jules Raymond dit Kléber Boilet (Fra) ab.2° | | |

## Palmarès
| Jour       | Étapes                  | Distance | Vainqueur             | 2e                       | 3e                        |
| 10 juillet | 1. Bordeaux-Pau         | 223 km   | Elio Bertocchi (ITA)  | Albert Ritserveldt (BEL) | Primo Volpi (ITA)         |
| 11 juillet | 2. Pau-Toulouse         | 295 km   | Giulio Bresci (ITA)   | Elio Bertocchi (ITA)     | Pierre Tacca (ITA)        |
| 12 juillet | 3. Toulouse-Montpellier | 249 km   | Raymond Louviot (FRA) | Jules Lowie (BEL)        | Jacques Geus (BEL)        |
| 13 juillet | 4. Montpellier-Gap      | 276 km   | Giulio Bresci (ITA)   | Pierre Tacca (ITA)       | Édouard Fachleitner (FRA) |
| 14 juillet | 5. Gap-Grenoble         | 277 km   | Apo Lazaridès (FRA)   | Pierre Cogan (FRA)       | Elio Bertocchi (ITA)      |

## Classement général final
| Classement général final |
| --- |
| \| 1. Giulio Bresci (ITA) \| \| 2. Elio Bertocchi (ITA) \| \| 3. Édouard Fachleitner (FRA) \| \| 4. Pierre Cogan (FRA) \| \| 5. Apo Lazaridès (FRA) \| \| 6. Pierre Tacca (ITA) \| \| 7. Augusto Introzzi (ITA) \| \| 8. Pierre Brambilla (ITA) \| \| 9. Maurice De Muer (FRA) \| \| 10. Petrus Van Verre (BEL) \| |
| 1. Giulio Bresci (ITA) |
| 2. Elio Bertocchi (ITA) |
| 3. Édouard Fachleitner (FRA) |
| 4. Pierre Cogan (FRA) |
| 5. Apo Lazaridès (FRA) |
| 6. Pierre Tacca (ITA) |
| 7. Augusto Introzzi (ITA) |
| 8. Pierre Brambilla (ITA) |
| 9. Maurice De Muer (FRA) |
| 10. Petrus Van Verre (BEL) |

### Le déroulement de la course

#### Première journée, italienne
92 coureurs prennent le départ à Bordeaux le 10 juillet, en direction de Pau. Enthousiasmante cette première étape de la Ronde de France recréa pleinement l'atmosphère du Tour, assure le journaliste de Miroir sprint. Pourtant la suite du commentaire montre que l'organisateur a du bon sens (de la course). Sous le titre Les transalpins nettement supérieurs, il s'interroge : les visiteurs italiens risquent fort d' amoindir au moral leur rivaux. En effet après avoir animé l'étape, avec une échappée au long cours de Primo Volpi, c'est l'italien Elio Bertocchi qui remporte la victoire à Pau. Toutefois, Robic et Fachleitner sont 4e et 5e.

#### Deuxième journée, italienne
La deuxième étape propose aux coureurs le parcours Pau à Toulouse par les cols d'Aubisque et du Tourmalet. Après un début d'étape, qui met en valeur les qualités de grimpeur du breton Jean Robic, passé en tête à l'Aubisque, c'est un festival italien qui rythme la course dans le Tourmalet. Après Tacca, italien établi dans la petite Italie de l'Est parisien ("Tacca de Villemomble", écrit Miroir sprint), puis Volpi, ce sont Bertocchi et Giulio  Bresci qui prennent les commandes, puis Bresci tout seul. Il passe premier en haut du Tourmalet, et rallie Toulouse sous un soleil de plomb. 5 minutes après un Bresci assoiffé, pointe à l'arrivée Bertocchi qui lui cède laisse son maillot de leader. Plus de 7 minutes encore après arrivent les survivants de la chaleur, Tacca, Cogan, Fachleitner, Robic, et Brambilla, lui aussi franco-italien. Miroir sprint parle de la meilleure qualité des boyaux italiens... puis constate la supériorité du cyclisme  transalpin dont les coureurs sortent mis en forme par un Tour d'Italie, le premier de l'après-guerre, dont l'arrivée avait eu lieu le 7 juillet. Bresci s'y était classé sixième.

#### Troisième journée, française
De Toulouse à Montpellier, 7 des 43 coureurs restant en course, 3 belges, 4 français, sortent du peloton. Parmi eux un routier sprinter, âgé de 38 ans, Raymond Louviot saisit sa chance. Il triomphe au sprint. Parmi eux aussi se signale un jeune provençal, pas encore 21 ans d'âge, Jean Apôtre Lazarides. Les 10 minutes que les membres du "clan de sept" prennent au peloton lui permettent de remonter à la huitième place du classement.

#### Quatrième journée, italienne-ter
Le passage de la côte méditerranéenne au Massif des Alpes occupe, comme l'étape précédente une page de l'hebdomadaire. Mais les trois quarts de cette page sont dévolues à la photo. Heureusement. Le fil de la course est insipide. Certes il y a du mouvement, une échappée de 150 km en solitaire de Brambilla, un regroupement, des défaillances, mais dans le cadre d'une opposition quasi inexistante, l'italien Bresci, à la peine un moment, offre aux gapençais le spectacle de son deuxième exploit de la journée, sa victoire au sprint devant 3 de ses compatriotes. Le lecteur sent le journaliste au bord de la déprime... Quant aux coureurs on enregistre  9 abandons.

#### Cinquième jour, cocorico français
Le 14 juillet 1946, le plus grand exploit français de la saison, Lazarides bat les italiens dans le Galibier. Tel est le titre de la dernière page de "Miroir sprint". La une est une magnifique photo :  sur fond blanc d'un glacier alpestre, se découpe un homme et son vélo gravissant une route, où se distingue plus gravillons que goudron le sillage des roues. En solo, Lazarides triomphe au Lautaret (14 minutes d'avance sur le groupe "maillot jaune"), au Galibier (12 minutes d'avance), au col de la Croix-de-fer (17 minutes d'avance) puis au Glandon, et gagne l'étape, à Grenoble. Ses suivants ne sont plus qu'à 9 minutes. Après 267 kilomètres d'échappée. Des 92 coureurs au départ de Bordeaux, il est reste 29 !
Giulio Bresci remporte cette Ronde France, devant un autre transalpin Bertocchi, à 4 min, le provençal Édouard Fachleitner complétant le podium.

### Le bilan
Un vainqueur incontestable, Giulio Bresci, un exploit grandissime d'Apo Lazarides, (mais il ne constituait pas un danger vital pour la victoire finale de Bresci)  un éclair dans les Pyrénées de Jean Robic. Celui-ci, épuisé, abandonne la course le cinquième jour, à Saint-Jean-de-Maurienne. Il restait 60 km de course. La Ronde de France ne fut pas un échec sportif, mais il ne se haussait pas au niveau des Tours de France de l'avant guerre. Les victoires italiennes n'allaient pas dans le sens de l'histoire politique, et Bresci n'avait pas le panache ni l'aura d'un Coppi ou d'un Bartali. Paradoxalement, cette première grande compétition cycliste à vocation nationale, permet le succès sportif de la course concurrente, Monaco-Paris, en ayant offert un terrain d'entraînement physique et moral, aux protagonistes. De plus la formule des équipes nationales qu'adoptent les organisateurs de la seconde course met en évidence un des défauts de la course disputée entre Bordeaux et Grenoble, où l'émiettement des opposants aux italiens permet à ceux-ci une assurance sur le contrôle de la course.